# 韋斯特恩 (內布拉斯加州)
韋斯特恩（英語：Western）是位於美國內布拉斯加州薩林縣的村。

## 人口
根據2020年美國人口普查的數據，韋斯特恩的面積為1.26平方千米，皆為陸地。當地共有人口224人，而人口密度為每平方千米178人。